# 음양착
음양착(陰陽錯, Esprit d'amour)은 홍콩에서 제작된 임영동 감독의 1983년 영화이다. 알란 탐 등이 주연으로 출연하였다.

## 출연

### 주연
- 알란 탐

### 조연
- 엽동
- 예숙군
- 진흔건